# Campeonato Nacional de Basquete Masculino de 1992
O Campeonato Nacional de Basquete Masculino de 1992 (3ª edição), mais conhecido à época em que foi realizado como Liga Nacional de Basquete Masculino de 1992, foi um torneio realizado a partir de 1º de fevereiro até 12 de abril de 1992 por treze equipes representando seis estados.

## Participantes
Botafogo, Rio de Janeiro/RJ

 Corinthians, Santa Cruz do Sul/RS

 Franca, Franca/SP

 Ginástico, Belo Horizonte/MG

 Ingá, Maringá/PR

 Ipê, Jales/SP

 Jóquei Clube, Goiânia/GO

 Minas, Belo Horizonte/MG

 Palmeiras, São Paulo/SP

 Report/Suzano, Suzano/SP

 Rio Claro, Rio Claro/SP

 Sogipa, Porto Alegre/RS

 Telesp, São Paulo/SP

## Regulamento

### Fórmula de disputa
O Campeonato Nacional de Basquete Masculino foi disputado por 13 equipes em duas fases:
- Fase classificatória: As 13 equipes foram divididas em dois grupos, onde disputaram partidas em um sistema de turno e returno, em que enfrentaram todos os adversários do grupo em seu mando de quadra e fora dele. Classificaram-se as quatro melhores equipes de cada grupo.
- Playoffs: As oito equipes classificadas jogaram num sistema mata mata e a vencedora desses foi declarada Campeã Nacional de Basquete Masculino de 1992. É dividida em três partes: 
  - Quartas de final: Foi disputada pelas equipes que passaram da primeira fase, que foram divididas em dois grupos quadrangulares, onde enfrentaram as equipes de seu grupo em turno e returno.
  - Semifinais: Foi disputada pelas equipes que passaram das quartas de final, seguindo a lógica: vencedor do A x segundo do B e vencedor do B x segundo do A. Estas jogaram partidas em melhor de três (jogos), sendo um mando de campo para cada e o jogo de desempate, se houvesse, no ginásio da equipe com o melhor índice técnico da fase classificatória.
  - Final: Foi disputada entre as duas equipes vencedoras das semifinais, em jogo único, no ginásio da equipe com o melhor índice técnico da fase classificatória. A equipe vencedora foi declarada campeã da competição.

### Critérios de desempate
1º: Confronto direto

2º: Saldo de cestas dos jogos entre as equipes

3º: Melhor cesta average (se o empate foi entre duas equipes)

4º: Sorteio

### Pontuação
Vitória: 2 pontos

Derrota: 1 ponto

Não comparecimento: 0 pontos

## Classificação
| 1 | Ipê/Banespa             | 22 | 12 | 10 | 2  | 1111 | 965  | 1,151   |
| 2 | Sabesp/Franca           | 22 | 12 | 10 | 2  | 1216 | 1057 | 1,150   |
| 3 | S.E. Palmeiras          | 20 | 12 | 8  | 4  | 1191 | 1161 | 1,025   |
| 4 | BMG/Minas               | 20 | 12 | 8  | 4  | 1195 | 1103 | 1,083   |
| 5 | Joquei Clube            | 14 | 12 | 2  | 10 | 1057 | 1205 | 0,877   |
| 6 | Botafogo                | 14 | 12 | 2  | 10 | 1031 | 1083 | 0,951   |
| 7 | Mila Motocity/Ginástico | 14 | 12 | 2  | 10 | 1022 | 1249 | 0,77608 |

PTS - pontos, J - jogos, V - vitórias, D - derrotas, PP - pontos pró, PC - pontos contra, PA - pontos average
| 1 | Cesp/Blue Life/Rio Claro | 19 | 10 | 9 | 1  | 1065 | 961  | 1,105 |
| 2 | Corinthians Sport Club   | 18 | 10 | 8 | 2  | 1125 | 1009 | 1,114 |
| 3 | Telesp Clube             | 16 | 10 | 6 | 4  | 933  | 913  | 1,021 |
| 4 | Report/Suzano            | 14 | 10 | 4 | 6  | 951  | 982  | 0,968 |
| 5 | Sogipa/Pepsi             | 13 | 10 | 3 | 7  | 980  | 954  | 1,027 |
| 6 | A.A. Ingá                | 10 | 10 | 0 | 10 | 920  | 1145 | 0,803 |

PTS - pontos, J - jogos, V - vitórias, D - derrotas, PP - pontos pró, PC - pontos contra, PA - pontos average
|  |                                           |
|  | Zona de classificação às quartas de final |

## Final

### Jogo único
| 12 de abril 14:30 |  | Cesp/Blue Life/Rio Claro | 81–79 | Ipê/Banespa |  | Ginásio Cava do Bosque, Ribeirão Preto |  |

0
| Campeonato Nacional de Basquete Masculino 1992          |
| ------------------------------------------------------- |
| Cesp/Blue Life/Rio Claro Campeão (1° título Brasileiro) |